# Culebros
Culebros es una localidad de la provincia de León perteneciente al ayuntamiento de Villagatón.
A 1 de enero de 2012 tiene una población censada de 73 habitantes.
Linda al E con Villameca, al S con Porqueros y al E con Requejo y Corús.
- Datos: Q5794396
- Multimedia: Culebros / Q5794396